# Abdij van Vaucelles

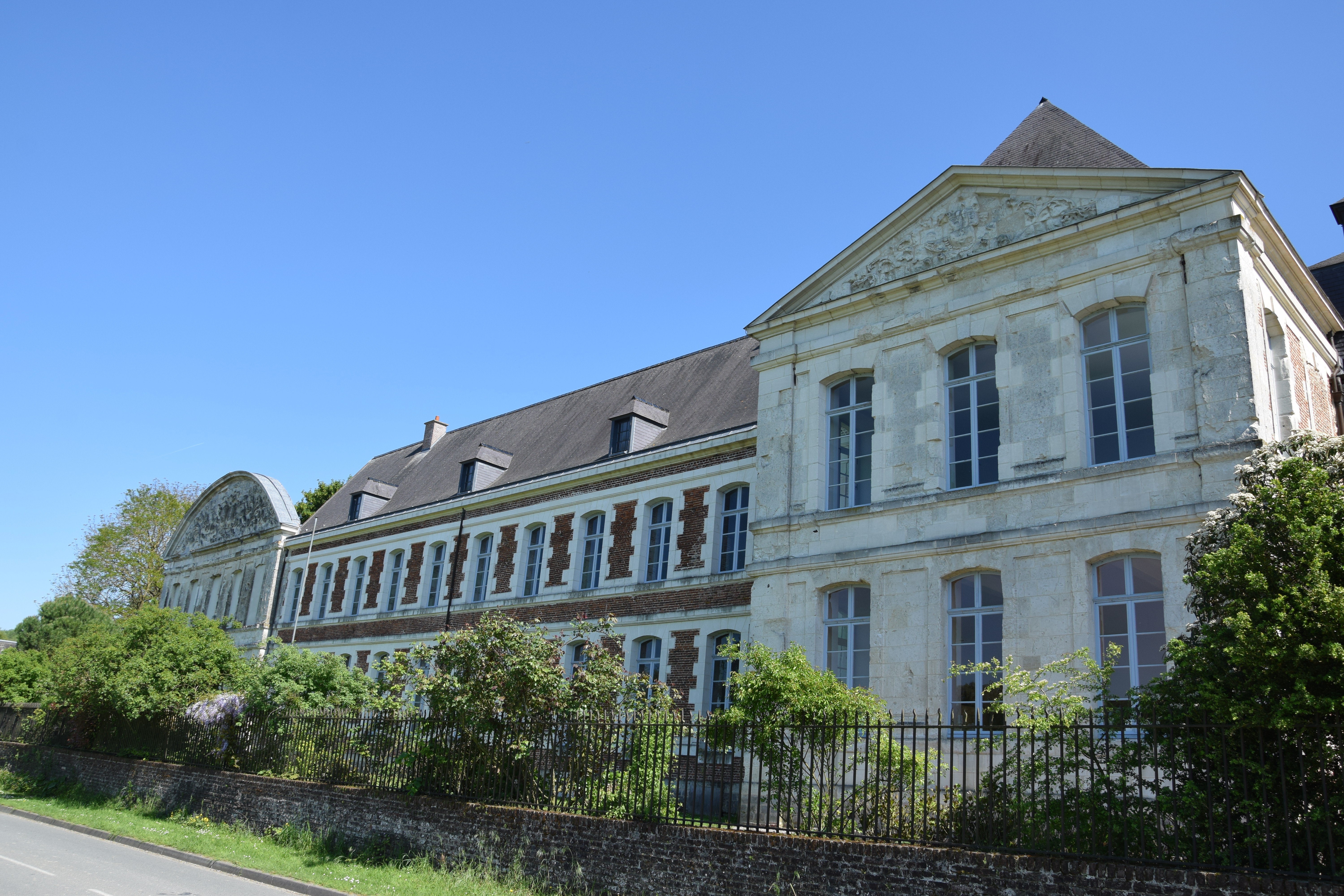
Voormalige abdij van Vaucelles. Paleis van de abt.

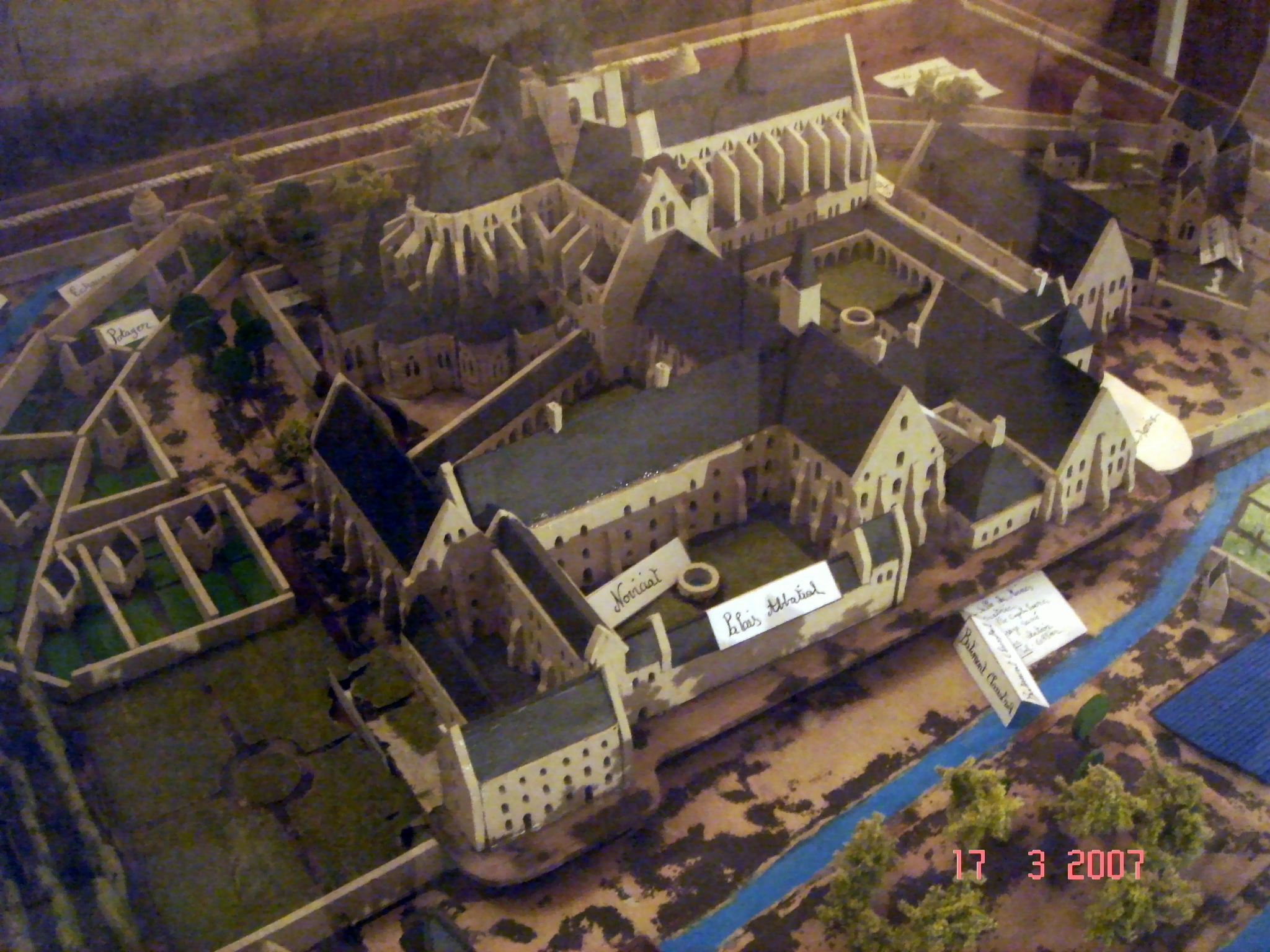
Reconstructie van de abdij (voor de Franse Revolutie)

De abdij van Vaucelles is een voormalige cistercienzer abdij in het Noord-Franse Les Rues-des-Vignes (Noorderdepartement). Ze werd in 1131 gesticht door Bernardus van Clairvaux in de vallei van de Schelde. De abdij werd in 1790 opgeheven. 